# Saison 2 de Blindspot
Chronologie
Saison 1 Saison 3
Cet article présente les épisodes de la deuxième saison de la série télévisée américaine Blindspot.

## Synopsis
Kurt a fini par apprendre que Jane n'était pas Taylor Shaw et qu'elle lui avait menti. Il l'a donc livré à la CIA, où elle a été torturée pendant des semaines, avant de s'enfuir. Nas Kamal, une agent de la NSA, l'a réintroduite dans l'équipe de Kurt, faisant fi du fait que personne ne lui fait plus confiance au FBI, mais lui a aussi fait infiltrer Sandstorm, un groupe terroriste, dont les membres sont plus proches de Jane qu'elle ne le pense...

## Diffusions
- Aux États-Unis, la saison a été diffusée du 14 septembre 2016 au 17 mai 2017 sur le réseau NBC.
- Au Canada, la saison a été diffusée en simultané sur le réseau CTV[1].

La diffusion francophone s'est déroulée ainsi :
En Belgique, la saison a été diffusée à partir du 5 juillet 2017 sur La Deux puis à partir du 26 juillet 2017
En Suisse, la saison a été diffusée à partir du 8 juillet 2017 sur RTS Un puis à partir du 22 juillet 2017
En France, la saison a été diffusée à partir du 19 juillet 2017 sur TF1 (3 épisodes inédits) puis à partir du 2 août 2017 (4 épisodes en deuxième partie de soirée)
Au Québec, la saison a été diffusée à partir du 23 août 2017 sur AddikTV

## Anecdotes sur les titres des épisodes
Les anagrammes de la première partie de la saison 2 forment le texte suivant :
« Nothing is more dangerous, they invoke fear for their moment is near. The FBI defends the constitution. Shepherd's army. Only serve themselves. When the soldiers attack, we fight on. We shall protect your freedom. »
soit :

« Rien de plus dangereux. Ils invoquent la peur car leur moment est proche. Le FBI défend la constitution. L'armée de Shepherd ne sert qu'elle-même. Quand les soldats attaquent, nous combattons. Nous protégerons votre liberté. »

Les titres des épisodes de la seconde partie de la saison 2 ne forment plus des anagrammes mais constituent des palindromes. Cependant, au sein de ces palindromes, une seule lettre n'est pas dupliquée. Les lettres non-dupliquées forment ainsi : KURT WELLER SOS.

## Distribution

### Acteurs principaux
- Jaimie Alexander (VF : Karine Texier) : Jane Doe / Alice « Remy » Kruger
- Sullivan Stapleton (VF : Xavier Fagnon) : Kurt Weller
- Rob Brown (VF : Frédéric Kontogom) : Agent Edgar Reade
- Audrey Esparza (VF : Marion Valantine) : Agent Natasha « Tasha » Zapata
- Ukweli Roach (en) (VF : Jean-Baptiste Anoumon) : Dr Robert Borden
- Ashley Johnson (VF : Julia Boutteville) : Patterson Leung
- Archie Panjabi (VF : Olivia Nicosia) : Nas Kamal[7]
- Luke Mitchell (VF : Thibaut Lacour) : Ian « Roman » Kruger[8]
- Michelle Hurd (VF : Zaïra Benbadis) : Ellen « Shepherd » Briggs[8]

### Acteurs récurrents et invités
- Jonathan Patrick Moore (en) : Oliver Kind[9] (7 épisodes)
- Li Jun Li : Dr Karen Sun (6 épisodes)
- Karishma Ahluwalia : Valentine Barker[10] (épisodes 2, 21 et 22)
- Garret Dillahunt : Travis[11] (épisode 18)
- Ronda Rousey : Devon Penberthy[12] (épisode 20)
- Mary Stuart Masterson : Directrice Hirst[13] (épisode 22)

## Liste des épisodes

### Épisode 1:Coup double
- États-Unis /  Canada : 14 septembre 2016 sur NBC[14] / CTV
- Belgique : 5 juillet 2017 sur La Deux[2]
- Suisse : 8 juillet 2017 sur RTS Un[3]
- France : 19 juillet 2017 sur TF1[15]
- Québec : 23 août 2017 sur AddikTV[6]

- États-Unis : 7,10 millions de téléspectateurs[16] (première diffusion)
- Canada : 1,743 million de téléspectateurs[17] (première diffusion + différé 7 jours)
- France : 3,44 millions de téléspectateurs[18]

### Épisode 2:Démons du passé
- États-Unis /  Canada : 21 septembre 2016 sur NBC / CTV
- Belgique : 5 juillet 2017 sur La Deux
- Suisse : 9 juillet 2017 sur RTS Un
- France : 19 juillet 2017 sur TF1

- États-Unis : 6,08 millions de téléspectateurs[19] (première diffusion)
- Canada : 1,513 million de téléspectateurs[20] (première diffusion + différé 7 jours)
- France : 2,98 millions de téléspectateurs[21]

### Épisode 3:Le test
- États-Unis /  Canada : 28 septembre 2016 sur NBC / CTV
- Belgique : 5 juillet 2017 sur La Deux
- Suisse : 9 juillet 2017 sur RTS Un
- France : 19 juillet 2017 sur TF1

- États-Unis : 5,60 millions de téléspectateurs[22] (première diffusion)
- Canada : 1,336 million de téléspectateurs[23] (première diffusion + différé 7 jours)
- France : 2,37 millions de téléspectateurs[24]

### Épisode 4:Au-delà des apparences
- États-Unis /  Canada : 5 octobre 2016 sur NBC / CTV
- Belgique : 12 juillet 2017 sur La Deux
- Suisse : 15 juillet 2017 sur RTS Un
- France : 26 juillet 2017 sur TF1

- États-Unis : 5,71 millions de téléspectateurs[25] (première diffusion)
- Canada : 1,299 million de téléspectateurs[26] (première diffusion + différé 7 jours)
- France : 2,91 millions de téléspectateurs[27]

### Épisode 5:Mafia Blues
- États-Unis /  Canada : 12 octobre 2016 sur NBC / CTV
- Belgique : 12 juillet 2017 sur La Deux
- Suisse : 16 juillet 2017 sur RTS Un
- France : 26 juillet 2017 sur TF1

- États-Unis : 5,53 millions de téléspectateurs[28] (première diffusion)
- Canada : 1,331 million de téléspectateurs[29] (première diffusion + différé 7 jours)
- France : 2,39 millions de téléspectateurs[30]

### Épisode 6:Sur la piste Bulgare
- États-Unis /  Canada : 19 octobre 2016 sur NBC / CTV
- Belgique : 12 juillet 2017 sur La Deux
- Suisse : 16 juillet 2017 sur RTS Un
- France : 26 juillet 2017 sur TF1

- États-Unis : 5,24 millions de téléspectateurs[31] (première diffusion)
- Canada : 1,158 million de téléspectateurs[32] (première diffusion + différé 7 jours)
- France : 2,09 millions de téléspectateurs[33]

### Épisode 7:Entre les murs
- États-Unis /  Canada : 26 octobre 2016 sur NBC / CTV
- Suisse : 22 juillet 2017 sur RTS Un
- Belgique : 26 juillet 2017 sur La Deux
- France : 2 août 2017 sur TF1[5]

- États-Unis : 5,20 millions de téléspectateurs[34] (première diffusion)
- Canada : 1,284 million de téléspectateurs[35] (première diffusion + différé 7 jours)
- France : 2,98 millions de téléspectateurs[36]

### Épisode 8:Adjugés vendus
- États-Unis /  Canada : 9 novembre 2016 sur NBC / CTV
- Suisse : 23 juillet 2017 sur RTS Un
- Belgique : 26 juillet 2017 sur La Deux
- France : 2 août 2017 sur TF1[5]

- États-Unis : 4,9 millions de téléspectateurs[37] (première diffusion)
- Canada : 1,256 million de téléspectateurs[38] (première diffusion + différé 7 jours)
- France : 2,60 millions de téléspectateurs[36]

### Épisode 9:Dans le noir
- États-Unis /  Canada : 16 novembre 2016 sur NBC / CTV
- Suisse : 23 juillet 2017 sur RTS Un
- Belgique : 26 juillet 2017 sur La Deux
- France : 2 août 2017 sur TF1[5]

- États-Unis : 5 millions de téléspectateurs[39] (première diffusion)
- Canada : 1,234 million de téléspectateurs[40] (première diffusion + différé 7 jours)
- France : 2,26 millions de téléspectateurs[36]

### Épisode 10:Les camps changent
- États-Unis /  Canada : 4 janvier 2017 sur NBC / CTV
- Suisse : 29 juillet 2017 sur RTS Un
- Belgique : 2 août 2017 sur La Deux
- France : 2 août 2017 sur TF1[5]

- États-Unis : 5,14 millions de téléspectateurs[41] (première diffusion)
- Canada : 1,113 million de téléspectateurs[42] (première diffusion + différé 7 jours)
- France : 1,89 million de téléspectateurs[36]

### Épisode 11:Voleurs de cœur
- États-Unis /  Canada : 11 janvier 2017 sur NBC / CTV
- Suisse : 30 juillet 2017 sur RTS Un
- Belgique : 2 août 2017 sur La Deux
- France : 9 août 2017 sur TF1[5]

- États-Unis : 5,01 millions de téléspectateurs[43] (première diffusion)
- Canada : 1,155 million de téléspectateurs[44] (première diffusion + différé 7 jours)
- France : 2,54 millions de téléspectateurs[45]

### Épisode 12:Une longueur d'avance
- États-Unis /  Canada : 18 janvier 2017 sur NBC / CTV
- Suisse : 30 juillet 2017 sur RTS Un
- Belgique : 2 août 2017 sur La Deux
- France : 9 août 2017 sur TF1[5]

- États-Unis : 4,73 millions de téléspectateurs[46] (première diffusion)
- France : 2,03 millions de téléspectateurs[45]

### Épisode 13:La seule solution
- États-Unis /  Canada : 8 février 2017 sur NBC / CTV
- Suisse : 5 août 2017 sur RTS Un[47]
- France : 9 août 2017 sur TF1
- Belgique : 16 août 2017 sur La Deux

- États-Unis : 4,64 millions de téléspectateurs[48] (première diffusion)
- Canada : 1,049 million de téléspectateurs[49] (première diffusion + différé 7 jours)
- France : 1,86 million de téléspectateurs[45]

### Épisode 14:La formule de la guerre
- États-Unis /  Canada : 15 février 2017 sur NBC / CTV
- Suisse : 6 août 2017 sur RTS Un[50]
- France : 9 août 2017 sur TF1
- Belgique : 16 août 2017 sur La Deux

- États-Unis : 4,07 millions de téléspectateurs[51] (première diffusion)
- Canada : 951 000 téléspectateurs[52] (première diffusion + différé 7 jours)
- France : 1,34 million de téléspectateurs[45]

### Épisode 15:Union et division
- États-Unis /  Canada : 22 février 2017 sur NBC / CTV
- Suisse : 6 août 2017 sur RTS Un[53]
- France : 16 août 2017 sur TF1
- Belgique : 16 août 2017 sur La Deux

- États-Unis : 4,13 millions de téléspectateurs[54] (première diffusion)
- France : 2,76 millions de téléspectateurs[55]

- John Wesley Shipp

### Épisode 16:Un ennemi commun
- États-Unis /  Canada : 22 mars 2017 sur NBC / CTV
- Suisse : 12 août 2017 sur RTS Un[56]
- France : 16 août 2017 sur TF1
- Belgique : 16 août 2017 sur La Deux

- États-Unis : 4,26 millions de téléspectateurs[57] (première diffusion)
- Canada : 1,061 million de téléspectateurs[58] (première diffusion + différé 7 jours)
- France : 2,46 millions de téléspectateurs[55]

### Épisode 17:La rançon
- États-Unis /  Canada : 29 mars 2017 sur NBC / CTV
- Suisse : 13 août 2017 sur RTS Un[59]
- France : 16 août 2017 sur TF1
- Belgique : 23 août 2017 sur La Deux

- États-Unis : 4,32 millions de téléspectateurs[60] (première diffusion)
- Canada : 967 000 téléspectateurs[61] (première diffusion + différé 7 jours)
- France : 2,02 millions de téléspectateurs[55]

### Épisode 18:Cobayes
- États-Unis /  Canada : 5 avril 2017 sur NBC / CTV
- Suisse : 13 août 2017 sur RTS Un[62]
- France : 16 août 2017 sur TF1
- Belgique : 23 août 2017 sur La Deux

- États-Unis : 4,34 millions de téléspectateurs[63] (première diffusion)
- France : 1,53 million de téléspectateurs[55]

- Garret Dillahunt

### Épisode 19:Le protocole Truman
- États-Unis /  Canada : 26 avril 2017 sur NBC / CTV
- Suisse : 20 août 2017 sur RTS Un
- France : 23 août 2017 sur TF1
- Belgique : 23 août 2017 sur La Deux

- États-Unis : 4,33 millions de téléspectateurs[64] (première diffusion)
- Canada : 1,051 million de téléspectateurs[65] (première diffusion + différé 7 jours)

### Épisode 20:L'échappée belle
- États-Unis /  Canada : 3 mai 2017 sur NBC / CTV
- Suisse : 20 août 2017 sur RTS Un
- France : 23 août 2017 sur TF1
- Belgique : 23 août 2017 sur La Deux

- États-Unis : 4,18 millions de téléspectateurs[66] (première diffusion)

- Ronda Rousey (Devon Penberthy)

### Épisode 21:Plan d'urgence
- États-Unis /  Canada : 10 mai 2017 sur NBC / CTV
- Suisse : 20 août 2017 sur RTS Un
- France : 23 août 2017 sur TF1
- Belgique : 30 août 2017 sur La Deux

- États-Unis : 3,92 millions de téléspectateurs[67] (première diffusion)

### Épisode 22:Renaissance
- États-Unis /  Canada : 17 mai 2017 sur NBC / CTV
- Suisse : 20 août 2017 sur RTS Un
- France : 23 août 2017 sur TF1
- Belgique : 30 août 2017 sur La Deux

- États-Unis : 4,28 millions de téléspectateurs[68] (première diffusion)
- Canada : 911 000 téléspectateurs[69] (première diffusion + différé 7 jours)

## Audiences en France
| N° | Épisode                                               | Chaîne | Date de diffusion | Audiences (en téléspectateurs) | Part d'audiences globales (M = Moyenne de la soirée) | Ref    |
| -- | ----------------------------------------------------- | ------ | ----------------- | ------------------------------ | ---------------------------------------------------- | ------ |
| 1  | In Night So Ransomed Rogue / Coup double              | TF1    | 19 juillet 2017   | 3 440 000                      | 17.2 %                                               | [ 70 ] |
| 2  | Heave Fiery Knot / Démons du passé                    | TF1    | 19 juillet 2017   | 2 980 000                      | 16.7 %                                               | [ 21 ] |
| 3  | Hero Fears Imminent Rot / Le test                     | TF1    | 19 juillet 2017   | 2 370 000                      | 20.1 %                                               | [ 24 ] |
| 4  | If Beth / Au-delà des apparences                      | TF1    | 26 juillet 2017   | 2 910 000                      | 14 %                                                 | [ 27 ] |
| 5  | Condone Untidiest Thefts / Mafia Blues                | TF1    | 26 juillet 2017   | 2 390 000                      | 12.4 %                                               | [ 30 ] |
| 6  | Her Spy's Harmed / Sur la piste Bulgare               | TF1    | 26 juillet 2017   | 2 090 000                      | 16.4 %                                               | [ 33 ] |
| 7  | Resolves Eleven Myths / Entre les murs                | TF1    | 2 août 2017       | 2 980 000                      | 15.4 %                                               | [ 36 ] |
| 8  | We Fight Deaths on Thick Lone Waters / Adjugés vendus | TF1    | 2 août 2017       | 2 600 000                      | 14.7 %                                               | [ 36 ] |
| 9  | Why Let Cooler Pasture Deform / Dans le noir          | TF1    | 2 août 2017       | 2 260 000                      | 18.4 %                                               | [ 36 ] |
| 10 | Nor I, Nigel, AKA Leg In Iron / Les camps changent    | TF1    | 2 août 2017       | 1 890 000                      | 23.4 %                                               | [ 36 ] |
| 11 | Droll Autumn, Unmutual Lord / Voleurs de cœur         | TF1    | 9 août 2017       | 2 540 000                      | 13 %                                                 | [ 45 ] |
| 12 | Devil Never Even Lived / Une longueur d'avance        | TF1    | 9 août 2017       | 2 030 000                      | 11.5 %                                               | [ 45 ] |
| 13 | Name Not One Man / La seule solution                  | TF1    | 9 août 2017       | 1 860 000                      | 15.7 %                                               | [ 45 ] |
| 14 | Borrow or Rob / La formule de la guerre               | TF1    | 9 août 2017       | 1 340 000                      | 18 %                                                 | [ 45 ] |
| 15 | Draw O Caesar, Erase a Coward / Union et division     | TF1    | 16 août 2017      | 2 760 000                      | 14.8 %                                               | [ 55 ] |
| 16 | Evil Did I Dwell, Lewd Did I Live / Un ennemi commun  | TF1    | 16 août 2017      | 2 460 000                      | 14.3 %                                               | [ 55 ] |
| 17 | Solos / La rançon                                     | TF1    | 16 août 2017      | 2 020 000                      | 17.3 %                                               | [ 55 ] |
| 18 | Senile Lines / Cobayes                                | TF1    | 16 août 2017      | 1 530 000                      | 21.5 %                                               | [ 55 ] |
| 19 | Regard a Mere Mad Rager / Le protocole Truman         | TF1    | 23 août 2017      | 2 790 000                      | 13.8 %                                               | [ 71 ] |
| 20 | In Words, Drown I / L'échappée belle                  | TF1    | 23 août 2017      | 2 460 000                      | 13.2 %                                               | [ 71 ] |
| 21 | Mom / Plan d'urgence                                  | TF1    | 23 août 2017      | 2 030 000                      | 13.2%                                                | [ 71 ] |
| 22 | Lepers Repel / Renaissance                            | TF1    | 23 août 2017      | 1 620 000                      | 21.8 %                                               | [ 71 ] |